# Bellvikssjön
Bellvikssjön är en sjö i Dorotea kommun och Strömsunds kommun i Ångermanland och ingår i Ångermanälvens huvudavrinningsområde. Sjön har en area på 8,88 kvadratkilometer och ligger 260,9 meter över havet. Bellvikssjön ligger i Rörströmsälven (Jämtlands län) Natura 2000-område. Sjön avvattnas av vattendraget Näsån (Långselån).

## Delavrinningsområde
Bellvikssjön ingår i det delavrinningsområde (713025-151601) som SMHI kallar för Utloppet av Bellvikssjön. Medelhöjden är 306 meter över havet och ytan är 46,67 kvadratkilometer. Räknas de 225 avrinningsområdena uppströms in blir den ackumulerade arean 2 403,48 kvadratkilometer. Näsån (Långselån) som avvattnar avrinningsområdet har biflödesordning 3, vilket innebär att vattnet flödar genom totalt 3 vattendrag innan det når havet efter 213 kilometer. Avrinningsområdet består mestadels av skog (63 procent). Avrinningsområdet har 9,12 kvadratkilometer vattenytor vilket ger det en sjöprocent på 19,5 procent.

## Gränsmärke
På Yxholmen i Bellvikssjöns översta del finns ett röse som markerar en av brytpunkterna på gränsen mellan Åsele lappmark och Ångermanland, fastställd genom ett kungligt beslut 1766. Eftersom byn Bellvik i Ångermanland sedermera överförts till Västerbottens län går nuvarande länsgräns inte genom detta röse.